# Каш Патель
Каш'яп Прамод Вінод Патель (англ. Kashyap Pramod Vinod Patel; нар. 25 лютого 1980, Гарден-Сіті, Нью-Йорк, США) — американський юрист, колишній федеральний прокурор і чиновник, а також конспіролог, директор ФБР. Обіймав посаду в Раді національної безпеки, керував апаратом в.о. міністра оборони США та був першим радником виконувача обов'язків директора Національної розвідки під час першого президентства Дональда Трампа. Прихильник Трампа, призначений обраним президентом у листопаді 2024 року на посаду директора ФБР замість Крістофера Рея. Патель — перший директор ФБР індійського походження.
Член Республіканської партії, 2017 року призначений першим радником з питань боротьби з тероризмом Комітету з розвідки Палати представників, а 2019 року — старшим директором Антитерористичного управління Ради національної безпеки. Працював помічником конгресмена Девіна Нуньеса під час його перебування на посаді голови комітету з розвідки Палати представників. У той період відіграв ключову роль у допомозі республіканцям у розслідуванні проти Трампа та російського втручання у вибори 2016 року. Відіграв важливу роль у складанні записки Нуньєса 2018 року, який стверджував неправомірність отримання ордеру на стеження за помічником Трампа.
Просував кілька теорій змови і продавав брендовані товари під логотипом «K$H». Президент і член правління фонду Каша. Йому також належить консалтингова фірма Trishul.

## Молодість й освіта
Народився 25 лютого 1980 року в Гарден-Сіті, штат Нью-Йорк, у родині іммігрантів з Гуджарату. На початку 1970-х років його батьки спочатку переїхали до Канади з Уганди в Східній Африці, де стикнулися з етнічними репресіями. Згодом переїхали до США, де батько влаштувався фінансовим директором в авіаційній фірмі. Сина виховували в індуїзмі. Патель закінчи школу на Лонг-Айленді.
2002 року здобув ступінь бакалавра історії та кримінального правосуддя в Річмондському університеті. 2005 року здобув ступінь доктора права в Школі права університету Пейс, Нью-Йорк, а 2004 року отримав сертифікат з міжнародного права в Університетському коледжі Лондона в Англії.

## Кар'єра

### Громадський захисник (2006—2014)
Після закінчення юридичної школи переїхав до Флориди і у квітні 2006 року прийнятий до членів Колегії адвокатів Флориди. Наступні вісім років працював громадським захисником, спочатку в офісі громадського захисника округу Маямі-Дейд, а пізніше федеральним громадським захисником. Як громадський захисник представляв інтереси клієнтів, звинувачених у тяжких злочинах, зокрема у міжнародній торгівлі наркотиками, вбивстві, незаконному використанні вогнепальної зброї та контрабанді готівки.

### Судовий адвокат Департаменту юстиції (2014—2017)
2014 року прийнятий на посаду судового адвоката у Відділ національної безпеки Міністерства юстиції США, де одночасно був юридичним представником Об'єднаного Командування спеціальних операцій. 2017 року призначений старшим радником з питань боротьби з тероризмом у Комітеті з розвідки Палати представників.

### Перший помічник голови комітету з розвідки Палати представників (2017—2018)
У квітні 2017 року став першим помічником голови Комітету з розвідки Палати представників Девіна Нунеса. Патель відігравав помітну роль у республіканській опозиції розслідуванням проти Дональда Трампа та російського втручання у вибори 2016 року.
За даними «Нью-Йорк таймс», Патель був основним автором записки Нуньєса 2018 року, в якій стверджувалася неправомірна поведінка ФБР в отриманні ордера на стеження за колишнім помічником кампанії Трампа Картером Пейджем. Директор апарату комітету, представник Нуньєса та джерела без авторства, опитані «India Abroad», спростовували це твердження. Патель публічно не коментував ситуацію. У «Нью-Йорк таймс» висловили думку, що записку не прийняли через «упередженість» і «помилку вибіркових фактів», але «підбадьювала союзників президента Трампа і зробив містера Пателя героєм серед них».
Після того, як демократи взяли під свій контроль Палату представників у січні 2019 року, Патель близько місяця працював старшим радником у Комітеті палати представників з питань реформ і нагляду.

### Посади у виконавчій владі: адміністрація Трампа (2019—2020)

#### Старший директор антитерористичного відділу Ради національної безпеки (NSC) (2019)
У лютому 2019 року став штатним співробітником Ради національної безпеки президента Дональда Трампа, працюючи в Управлінні міжнародних організацій і альянсів. Для нього створили нову посаду і у липні 2019 року він став старшим директором Управління з питань боротьби з тероризмом. За даними «Волл-стріт джорнел», Патель очолював секретну місію в Дамаск на початку 2020 року, щоб домовитися про звільнення Маджда Камалмаза та журналіста Остіна Тайса, яких утримував сирійський уряд. Переговори не увінчалися успіхом.

#### Роль неформального спеціаліста з політики в Україні (2019)

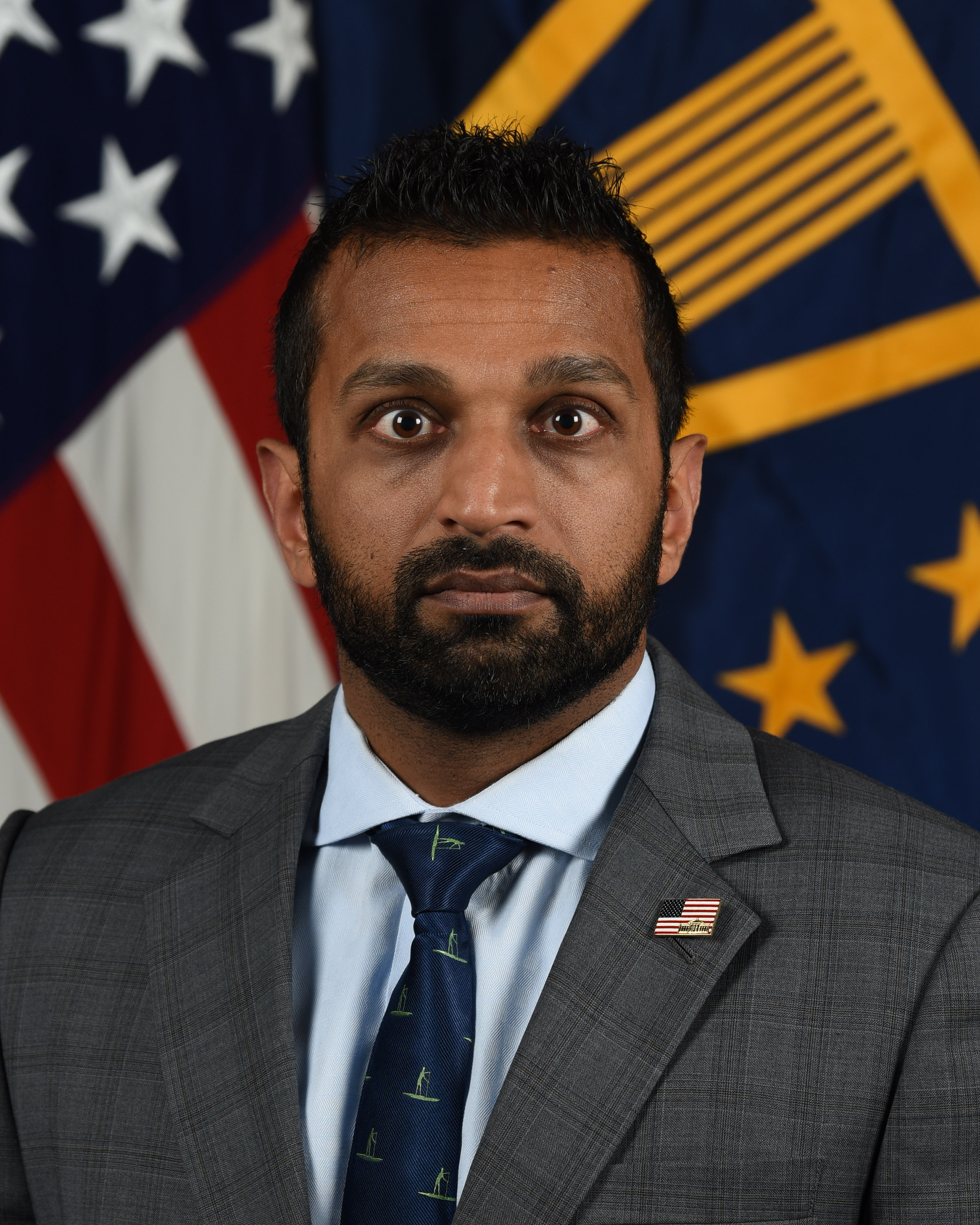
2020 офіційний портрет

Деякі радники, включно з представницею Ради національної безпеки Фіоною Гілл, стверджували, що незабаром після приєднання до ради Патель взяв на себе роль додаткового незалежного каналу зв'язку з президентом, хоча його вважали недостатньо кваліфікованим для цієї посади, яка стосувалась ООН. Такі радники, як Гілл, у якої були непрості стосунки з Трампом, насторожилися, коли Трамп назвав Пателя «одним з провідних спеціалістів з політики щодо України» і захотів «обговорити з ним відповідні документи». Справжнім завданням Пателя були питання боротьби з тероризмом, а не Україна. Вважалося, що він діяв незалежно від нерегулярного неформального каналу Руді Джуліані. Свідків розслідування імпічменту запитали, що вони знають про Пателя. Гілл сказала слідчим, що, схоже, «Патель неправомірно втягувався в українську політику та надсилав інформацію містеру Трампу». Ґордон Сондленд і Джордж Кент засвідчили, що вони не стикалися з Пателем під час своєї роботи.
У жовтні 2019 року в «Politico» з посиланням на анонімне джерело, яке раніше працювало в Білому домі, написали, що Патель мав «унікальний доступ» до Трампа і давав йому «поза межами» поради щодо політики США щодо України. Патель заперечив це твердження та подав до суду за наклеп, вимагаючи відшкодування 25 мільйонів доларів. Справу закрили у квітні 2020 року, оскільки Патель не був резидентом штату, де подали позов. Це один з кількох випадків, коли місце проживання викликало проблеми. Справу передали до окружного суду Генріко штату Вірджинія, де 15 березня 2022 року винесли рішення про відмову в розгляді.
3 грудня 2019 року звіт Комітету з розвідки Палати представників містив записи телефонних розмов, отриманих за допомогою повісток до суду до AT&T та/або Verizon, зокрема 25-хвилинну телефонну розмову між Пателем і Джуліані 10 травня 2019 року:58. Розмова відбулася після того, як Джуліані та Патель намагалися додзвонитися один одному протягом кількох годин, і менше ніж через годину після розмови між Джуліані та Куртом Волкером:58. Через п'ять хвилин після розмови між Джуліані та Пателем Джуліані телефонував невідомий номер протягом більше як сімнадцяти хвилин, після чого Джуліані дзвонив своєму колезі Леву Парнасу приблизно на дванадцять хвилин:58. У заяві для CBS News 4 грудня 2019 року Патель заперечував свою участь у зворотному каналі Джуліані в Україні, заявивши, що він «ніколи не був зворотним каналом президента Трампа щодо питань України, взагалі, ніколи» і що його розмова з Джуліані була «особистою».

#### Перший заступник директора Національної розвідки (2020)
У лютому 2020 року став першим заступником виконувача обов'язків директора Національної розвідки Річарда Гренелла. Пізніше того ж місяця Патель був у складі оточення Трампа під час державного візиту до Індії, і згадувався в пресі як один із двох американців індійського походження, які супроводжували президента.
У жовтні 2020 року Патель заявив, що Нігерія схвалила місію США з порятунку заручників у країні. Однак США не змогли підтвердити дозвіл. У своїх мемуарах «Священна присяга: спогади міністра оборони в надзвичайні часи» міністр оборони Марк Еспер сказав, що Патель «вигадав історію схвалення». Зрештою команда SEAL Six все ж змогла врятувати заручника Філіпа Волтона.

#### Начальник штабу та міністр оборони (2020)

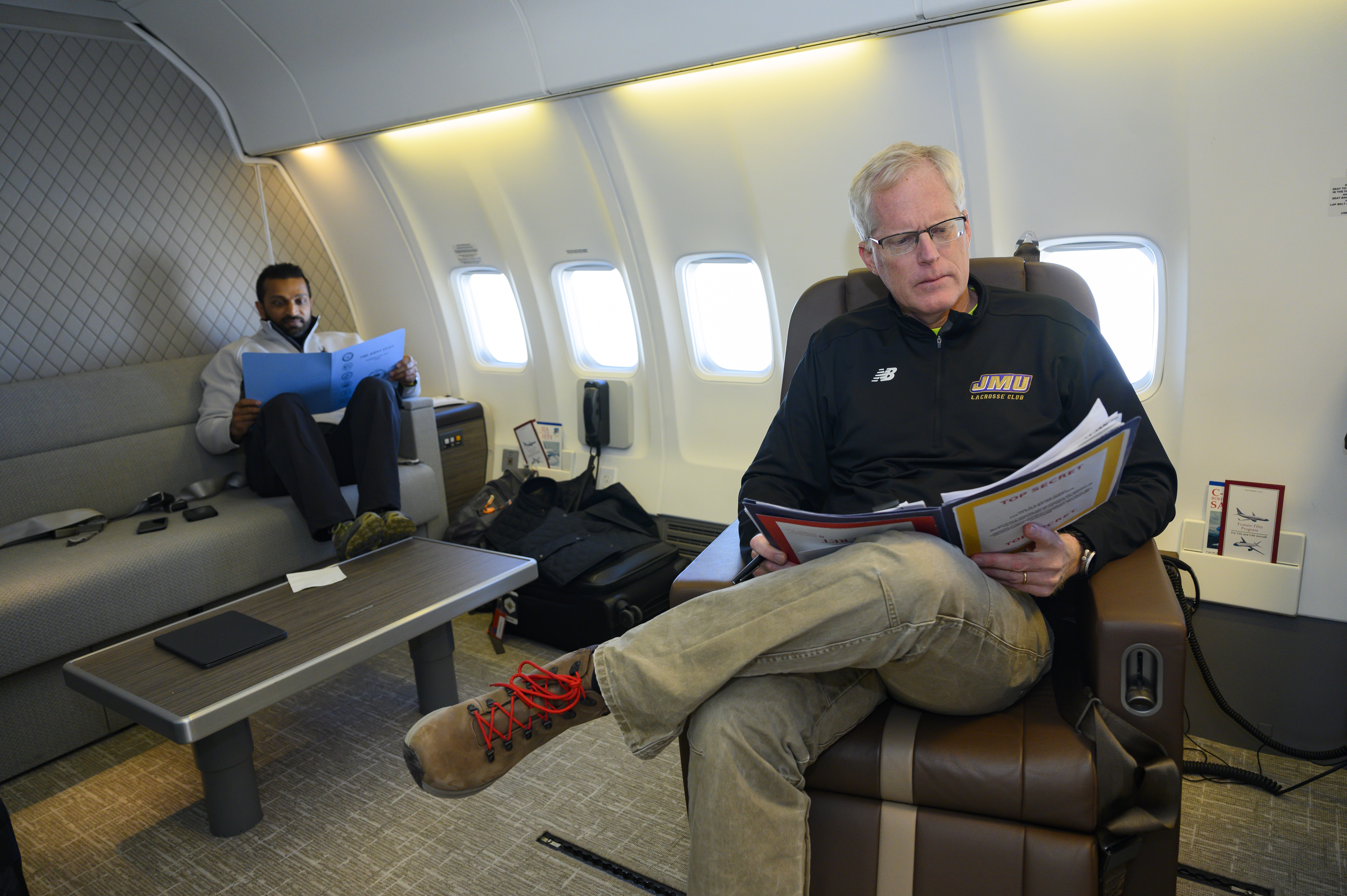
Патель подорожує з виконувачем обов'язків міністра Міллером 14 січня 2021 року

У листопаді 2020 року Трамп звільнив міністра оборони Марка Еспера і призначив Пателя керівником штабу виконувача обов'язків міністра оборони Крістофера Чарльза Міллера. Як повідомляється, Патель стверджував, що Еспер виявив нелояльність до Трампа, відмовившись розгорнути війська у Вашингтоні для придушення протестів після смерті Джорджа Флойда. Патель залишався в Пентагоні три місяці.
Журнал «Foreign Policy» пов'язав цей крок із «відмовою» Трампа прийняти результати виборів. Ґрунтуючись на інтерв'ю з експертами з питань оборони, Алекс Ворд з Vox припустив, що призначення Пателя «не було зловісним», «не змінило багато» і могло сприяти прискоренню виведення військ з Афганістану. Згідно з неназваним джерелом, яке цитує «Vanity Fair», Міллер був «представником» під час виконання обов'язків міністра оборони, тоді як Патель і Езра Коен-Ватнік «ухвалювали рішення» в Міністерстві оборони. Інше джерело повідомило журналу, що Патель був найвпливовішою людиною в уряді США з питань національної безпеки.
Після виборів у листопаді 2020 року Патель, як повідомляється, заборонив деяким посадовцям Міністерства оборони допомагати перехідній команді адміністрації Байдена, хоча його призначили керувати координацією Міністерства оборони. Він також підтримав відомчу ініціативу щодо відокремлення Агентства національної безпеки від Кіберкомандування США.
На початку 2021 року після президентських виборів у США Трамп запропонував Пателя як потенційного керівника ФБР чи ЦРУ. Трамп розглядав можливість призначення Пателя або заступником директора ЦРУ, або виконувача обов'язків директора, що вимагало б звільнити чинну директорку Джину Гаспел. Ця пропозиція зустріла значний опір, зокрема й з боку генерального прокурора Вільяма Барра, який написав у своїх мемуарах, що Патель стане директором ФБР лише «тільки через мій труп». В останні тижні перебування на посаді Трамп планував звільнити заступника директора ЦРУ Вона Бішопа та замінити його Пателем, але від цього відмовилася Гаспел, яку підтримували віцепрезидент Майк Пенс і радник Білого дому Пет Сіполлоне.

### Конфлікти зі спецслужбами
У січні 2025 року CNN повідомило, що Патель роками конфліктував з ФБР і ЦРУ, зокрема, щодо розголошення секретної інформації. Внаслідок цього ЦРУ звернулося до першого Департаменту юстиції Трампа з проханням розпочати кримінальне розслідування щодо його діяльності. ЦРУ стверджувало, що Патель поширив секретну інформацію про спроби Росії втрутитися в президентські вибори 2016 року державним службовцям, які не мали це знати, намагаючись дискредитувати розслідування ФБР про втручання Росії. Патель заперечував, що неправильно поводився з секретними документами, і передача справи не призвело до судового переслідування. Досьє Пателя про допуск до секретної інформації ФБР залишається як і раніше позначеним як передане ЦРУ. Патель був одним із 43 осіб, чиї телефонні записи були таємно отримані під час масштабного розслідування витоків у період першого президентства Трампа. Патель запропонував ФБР скоротити свої розвідувальні операції з національної безпеки, щоб зосередитися виключно на кримінальних розслідуваннях.

## Постдержавна діяльність (2020—2024)

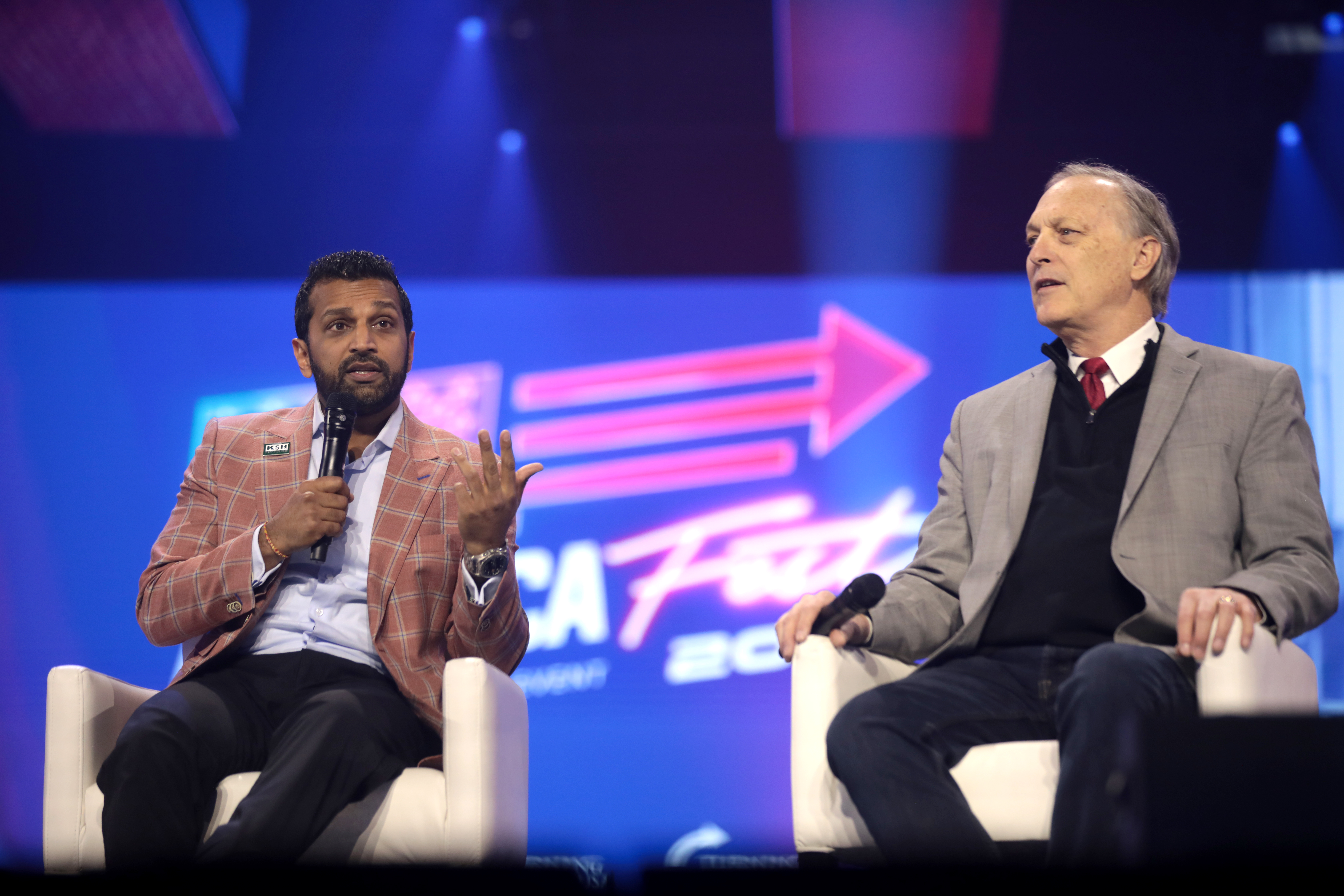
Патель з Енді Біггсом на AmericaFest, 2022

Пателя характеризують як лояльного прихильника Трампа і він визнає себе таким. З 2020 року використовує свій зв'язок з Дональдом Трампом у «підприємствах, які просуває під логотипом 'K$H'». У квітні 2022 року став членом ради директорів Trump Media&Technology Group, власника медіаплатформи Truth Social. Пропагував кілька теорій змов на підтримку Трампа та з'являвся в подкастах, які організовували альтернативні праві особистості, як-от Стю Пітерс, а також був співведучим ток-шоу на The Epoch Times, ультраправій медіаорганізації, пов'язаній з Фалунь Дафа. Продавав фірмові товари, як-от добавки, які, за його словами, очищають організм від негативних наслідків вакцин проти COVID-19.
Автор книжки-картинки для дітей 2022 року «Змова проти короля», в якій неправдиво стверджується, що досьє Стіла використовували як доказ для ініціювання розслідування російського втручання у вибори в США 2016 року.
2023 року опублікував книгу «Урядові гангстери» — часткові мемуари, які критикують «глибинну державу». У ній склав список із шістдесяти осіб, які, на його думку, були членами глибинної держави, зокрема, Джо Байден, Камала Гарріс, Гілларі Клінтон, Меррік Гарленд, Білл Барр, Роберт Мюллер, Джеймс Комі, Марк Еспер і Роберт Гур.
19 червня 2022 року Трамп надіслав листа до Національного архіву, в якому назвав Пателя та Джона Соломона «представниками моєї адміністрації з доступом до президентських архівів». 2022 року Патель створив Fight With Kash, благодійну організацію, щоб зібрати пожертви для «допомоги іншим людям», які потребують допомоги, хоча, точніше, щоб об'єднати «патріотів» та «допомогти боротися з глибинною державою». Патель сказав, що він «фінансував кампанії викривачів», серед яких, за словами демократів в контрольованому республіканцями судовому підкомітеті Палати представників із питань озброєння, були колишні співробітники ФБР, які, як стверджувало ФБР, схвалювали «тривожну серію теорій змови, пов'язаних з штурмом Капітолію 6 січня … і чинністю виборів 2020 року». Під час виступу в подкасті Стіва Беннона «War Room» у грудні 2023 року Патель погодився із твердженнями Беннона про те, що Дональд Трамп «максимально серйозно» налаштований щодо свого наміру помститися своїм політичним ворогам, якщо його оберуть у 2024 році.
Зауваження Пателя пролунали під час паралельного репортажу в «Нью-Йорк таймс» про «низку планів пана Трампа та його союзників, які перевернуть ключові елементи американського управління, демократії, зовнішньої політики та верховенства права, якщо він поверне собі Білий дім». Через декілька днів вебсайт Axios повідомив, що Пателя розглядають на найвищу посаду у сфері національної безпеки в другій адміністрації Трампа.
У грудні 2024 року «Нью-Йорк таймс» повідомила, що Патель зробив кілька оманливих заяв про свою роль у розслідуванні теракту в Бенгазі 2012 року, коли працював у Міністерстві юстиції. За словами нинішніх і колишніх співробітників правоохоронних органів, опитаних «Таймс», Патель перебільшував важливість своєї ролі у розслідуванні та спотворював зусилля департаменту.
Газета також повідомила, що заяви Пателя про переслідування Ахмеда Абу Хаттали були неточними. Хоча Патель припускав, що Хатталу звільнять до виборів 2028 року, Хатталу фактично засудили до 28 років ув'язнення у вересні 2024 року після того, як апеляційний суд визнав його початковий 22-річний вирок замалим.

### Участь у розслідуванні документів Трампа (2021—2022)
2021 року Національне управління архівів і документів виявило, що Трамп забрав президентські документи з собою додому у Флориду після залишення посади. Хоча він документи, управління виявило зникнення частини, зокрема високосекретних. Управління передало справу до ФБР, і після прохання та повістки повернути документи, які залишилися без уваги, ФБР увійшло в будинок Трампа, щоб їх вилучити. Патель публічно заявив, що Трамп розсекретив широкий набір конфіденційних документів перед тим, як залишити Білий дім. У жовтні 2022 року Пателя викликали для свідчень перед федеральним великим журі, яке розслідувало цю справу, але він відмовився відповідати на запитання, покликаючись на своє право, передбачене П'ятою поправкою до Конституції США, про самозвинувачення. У справі Пателя представляв адвокат Стенлі Вудворд. Міністерство юстиції марно намагалося переконати федерального суддю змусити Пателя дати свідчення. Прокурори Міністерства юстиції надали йому обмежений імунітет від кримінального переслідування, після чого Патель дав свідчення 4 листопада 2022 року.

### Фонд Каша
Патель — президент і член правління фонду Каша, який у липні 2022 року звільнили від оподаткування. Вебсайт фонду містить посилання на онлайн-магазин товарів компанії Based Apparel, яка частково належить Kash, з продуктами «K$H: Fight with Kash». Fight with Kash також є вебсайтом, пов'язаним з Kash і фондом Каша, а також містить посилання на той самий онлайн-магазин Based Apparel. У вересні 2021 року при реєстрації Fight With Kash реєстрантами вказувались Kash Patel Legal Offense Trust і Believe Media, генеральний директор і засновник яких є членом правління фонду Каша.

## Директор ФБР (2025)
У листопаді 2024 року Трамп висунув Пателя на посаду директора Федерального бюро розслідувань замість Крістофера Рея, міг стати першим індійсько-американським головою. Під час оголошення номінації Трамп назвав роль Пателя у «розкритті Росія, Росія, Росія», а також його підтримку «правди, підзвітності та Конституції». Після висунення Патель став мішенню іранських хакерів, які отримали доступ до деяких його повідомлень. Слухання щодо його призначення відбулося 30 січня 2025 року в юридичному комітеті Сенату.
За два дні до слухань щодо затвердження Пателя в Сенаті 23 колишніх республіканських чиновників опублікували листа, в якому говорилося, що його затвердження було б «серйозною помилкою, яка поставила б під загрозу цілісність ФБР і поставила під загрозу його важливу місію», оскільки він «мотивований помстою» і «неодноразово обіцяв переслідувати осіб зі списків імовірних ворогів. Це бачення ФБР як авторитарна зброя для вирішення своїх невдоволень і образ Трампа». Серед підписантів було багато чиновників Міністерства юстиції з чотирьох республіканських адміністрацій часів Ніксона. Тай Кобб, колишній адвокат Трампа в Білому домі, який підписав листа, сказав, що Патель «за своїм характером або досвідом не має жодної кваліфікації» для посади директора ФБР і «становить реальну небезпеку для демократії і, звичайно, кинджал у серці ФБР».
Під час слухань щодо підтвердження Патель заперечував знайомство з правим теоретиком змови Стю Пітерсом, хоча і з'являвся в подкасті Пітерса вісім разів. Рішуче заперечував включення «списку ворогів» у кінці своєї книги «Урядові гангстери», хоча в книзі названо шістдесят нинішніх і колишніх «членів виконавчої гілки глибинної держави», яких описують як «корупціонерів першого порядку». Пателя запитали про зауваження, яке він зробив щодо судового переслідування чиновників Міністерства юстиції за звинуваченнями в рекеті «за злочинну організацію уряду США для порушення закону з метою фальсифікації президентських виборів». Він відмовився визнати це зауваження, стверджуючи, що його вирвали з контексту. Так само відмовився визнати зауваження про переслідування урядових діячів і діячів ЗМІ, згаданих у подкасті Стіва Беннона у грудні 2023 року. Намагався дистанціюватися від розповсюдженого ним мему, на якому він несе бензопилу своїм політичним ворогам, заявивши, що не він його створив. Патель стверджував, що демократи в комітеті висувають йому «помилкові звинувачення та абсурдно спотворювали характеристики».
Дік Дурбін, головний демократ у комітеті, запитав Пателя про його просування пісні «And Justice for All» з хором деяких з ув'язнених учасників штурму на Капітолій (хор J6), який Патель спільно продюсував, рекламував і продавав. Патель назвав ув'язнених «політичними в'язнями». Патель також створив подкаст з одним епізодом під назвою «Що ФБР робило, плануючи 6 січня протягом року?». На питання Дурбін щодо його заяви про роль ФБР у подіях штурму Патель відрікся від своєї заяви.
Голова комітету Чак Грасслі опублікував у соціальних мережах «Ці останні звинувачення … далеко куцому до зайця перед характером Пателя + довірою».
13 лютого 2025 року юридичний комітет Сенату проголосував 12 проти 10, щоб рекомендувати кандидатуру Пателя на посаду директора ФБР. 18 лютого Сенат проголосував 48 проти 45 за партійною системою, щоб висунути кандидатуру Пателя на голосування в Сенаті. 20 лютого Сенат підтримав його кандидатуру 51 проти 49 голосів. Голосування проходило переважно за партійною ознакою, за винятком сенаторів-республіканців Лізи Меркавскі та Сьюзен Коллінз, які голосували проти, також проти призначення голосували всі представники Демократичної партії.

### Заява комітету Сенату про лжесвідчення
Поки розглядалося твердження Пателя, Дурбін заявив, що «дуже правдива інформація з багатьох джерел» свідчить про те, що Патель таємно керував очищенням посадових осіб ФБР, попросивши генерального інспектора Міністерства юстиції провести розслідування. Дурбін припустив, що Патель, можливо, дав неправдиві свідчення про те, що він «не знав, що там зараз відбувається», на запитання «Чи відомо вам про будь-які плани, чи обговорення покарання будь-яким способом, зокрема звільнення, агентів ФБР або осіб, пов'язаних з розслідуваннями проти Трампа? Так чи ні». Патель відповів:
Я не знаю, що там зараз відбувається, але я зобов'язуюся перед вами, сенаторе, і вашими колегами дотримуватися процедури внутрішньої перевірки ФБР.
Дурбін, ґрунтуючись на інформації з багатьох джерел, стверджував, що Патель погоджувався з заступником голови штабу Трампа Стівеном Міллером і виконувачем обов'язків заступника генерального прокурора Емілем Бовем, щоб звільнити деяких посадовців ФБР. Відповідно до сайту Комітету Сенату з питань юстиції щодо того, що Патель у день слухання сказав про те, що він поважає процес внутрішньої перевірки ФБР і не знає, що відбувається у ФБР: 
Проте, якщо ці звинувачення викривачів правдиві, лише за два дні до цього Стівен Міллер за вказівкою містера Пателя наказав керівництву Міністерства юстиції не просто звільнити певний список посадових осіб, а й прискорити ці звільнення.
У листі до генерального інспектора Міністерства юстиції США сенатор Дурбін писав: 
Неприйнятно, щоб кандидат, який наразі не обіймає посади в уряді, ба більше у ФБР, особисто керував невиправданими та потенційно незаконними несприятливими діями щодо працевлаштування проти вищого кар'єрного керівництва ФБР й інших відданих своїй справі безпартійних офіцерів правоохоронних органів.

### Звіти про конфлікт інтересів
Хоча громадськості стало відомо лише через два дні після слухання в комітеті Сенату щодо документів Пателя, в яких розкривається інформація про його консалтингову фірму Trishul, клієнтом якої був Катар. До листопада 2024 року компанія надавала Катару консультації з питань національної безпеки, оборони та розвідки. Патель був консультантом Катару, коли обіймав посаду радника з питань національної безпеки під час президентської кампанії Дональда Трампа 2024 року. Його консалтингова фірма повідомила про дохід від бізнесу в розмірі 2 114 251 доларів, і він зіткнувся з перевіркою за те, що не зареєструвався як іноземний агент відповідно до Закону про реєстрацію іноземних агентів. Він заявив, що не відмовиться від Trishul, але Trishul залишатиметься бездіяльним у разі призначення Пателя директором ФБР. ФБР є частиною Міністерства юстиції США на чолі генеральним прокурором Пем Бонді. Бонді — колишня лобістка Катару.
Отримав від 1 до 5 мільйонів доларів США в обмежених акціях, які перебувають у Elite Depot Ltd., материнській компанії китайського інтернет-магазину дисконтних мереж Shein на Кайманових островах. Ці акції можуть бути юридично передані в майбутньому Пателю і вони стануть законною власністю одержувача. У формах для розкриття інформації не вказано яким чином 1–5 мільйонів доларів США отримані за консультаційні послуги. Акції набувають права щоквартально до 1 листопада 2025 року. Перша частини — 1 лютого 2025 року.
Після подання Пателем первинної фінансову угоду про розкриття фінансової інформації він отримав 25 946 акцій з обмеженим доступом вартістю понад 800 000 доларів США (на момент оприлюднення) у Trump Media&Technology Group, яка є оператором платформи соціальних медіа Truth Social і контрольною часткою якої володіє президент США Дональд Трамп. Патель є членом правління компанії. Патель отримав акції за два дні до слухань у Сенаті, 28 січня 2025 року. Нова фінансова інформація Пателя наразі недоступна для громадськості в Управлінні урядової етики США.

Приблизно 200 000 доларів США (25 % обмежених акцій Trump Media станом на дату звіту) доступні, а решта обмежених акцій стане доступною за графіком виплат з березня 2025 по березень 2027. Щодо володіння Пателем обмежених акцій під час роботи директором ФБР, Кетлін Кларк, професорка Вашингтонського університету в Школі права Сент-Луїса, яка спеціалізується на урядовій етиці, заявила: 
Це дає йому фінансовий стимул не вживати жодних дій, які б підірвали цінність Trump Media. Це включатиме розслідування.

## Директор Федерального бюро розслідувань

### Вступ на посаду
20 лютого 2025 року склав присягу 9-го директора Федерального бюро розслідувань, змінивши Кріса Рея, який пішов у відставку 19 січня 2025 року, за день до другої інавгурації Трампа.

## Пропаганда теорій змови
Просував численні теорії змови, його описують теоретиком теорій змов. Патель пропагував теорію про глибинні держави, неправдиві твердження про фальсифікації виборів 2020 року, QAnon, вакцинацію проти COVID-19, а також неправдиві твердження про те, що ФБР спровокувало штурм Капітолія США 6 січня. Стверджував, що штурм спланували заздалегідь і демократи про це знали. Просував теорію змови, що прихильник Трампа Рей Еппс бу агентом ФБР під прикриттям, який спровокував штурм Капітолія.
Патель активно пропагував теорію змови QAnon. На Truth Social просував обліковий запис із псевдонімом @Q, який розповсюджував повідомлення, пов'язані з конспірологічним рухом. За даними Media Matters, Патель поділився зображенням із палаючим Q і відвідав кілька шоу QAnon, щоб спонукати учасників приєднатися до Truth Social. 2022 року сказав, що Truth Social намагається впровадити QAnon «у нашу загальну схему обміну повідомленнями, щоб залучити аудиторію», і що лідер руху QAnon «має отримати визнання за все, чого він досяг». Патель з'являвся в кількох ультраправих подкастах, які пропагували теорії змови, наприклад у Стю Пітерса, і понад 50 разів з'являвся в інших подкастах, які пропагували QAnon.
Підписав десять примірників своєї дитячої книги про «Короля Дональда» девізом QAnon «WWG1WGA» («куди ми йдемо поодинці, туди йдемо всі»). Він також просував хештег #WWG1WGA на Truth Social. На Truth Social пропагував вживати пігулки, які, за його словами, усувають дію вакцин проти COVID-19.
Розширив погляд на глибинну державу в США у своїй книзі «Урядові гангстери: глибинна держава, правда та битва за нашу демократію» 2023 року, яку Трамп назвав «дорожньою картою для припинення правління глибинної держави».
Був одним із спікерів руху «ReAwaken America Tour». Під час виступів представники просувають теорії змов.
2024 року за 25 000 доларів взяв участь у шестисерійному проєкті «Усі люди президента: Змова проти Трампа». Серіал створила компанія Ігоря Лопатонка, громадянину Росії та громадянину США, який раніше знімав фільми про теорії змови глибинної держави та пропагував наративи російського уряду. Серіал транслювався на медіаплатформі Такера Карлсона у листопаді 2024 року, а Патель фігурував як жертва глибинної держави.
Том Ніколс, колишній дійсний член Програми міжнародної безпеки Школи управління імені Джона Ф. Кеннеді при Гарвардському університеті, у листопаді 2024 року написав, що Патель «є теоретиком змови навіть за стандартами світу MAGA».

## Судовий процес
У період з 23 жовтня по 8 листопада 2019 року у «Politico» публікувалися статті про Пателя, які він вважав наклепом. 18 листопада того ж року Патель подав до суду на «Politico». Пізніше 15 березня 2022 року справу закрили без розгляду.
21 січня 2025 року апеляційний суд Вірджинії виніс рішення у справі Каш'яп Патель проти CNN. Патель стверджував, що Cable News Network обмовила Пателя в різних новинних сюжетах, причому в одній з них стверджувалося, що Патель був таємним каналом зв'язку президента Трампа з Україною під час подій, які мали підштовхнути до першого імпічменту Дональда Трампа. Суд задовольнив клопотання CNN про вимогу до позивача надати документи, які стосуються претензії позивача або клопотання про захист позову відповідно до закону штату Вірджинія. Серед представлених документів були службова записка Нуньєса та звіт про розслідування імпічменту Трампа в Україні (звіт про Україну). CNN знала, що Патель заперечував цю претензію, і що звіт про Україну дійсно містить ті самі звинувачення, які Патель відкидав. Суд постановив, що «голослівне твердження Пателя про те, що CNN діяв зі злим умислом, не має фактичної підтримки та є недостатнім, щоб протистояти відводу». Відвід — це документ, який заперечує проти заяви, поданої протилежною стороною.

## Особисте життя
Живе як у Неваді, так і у Вашингтоні, округ Колумбія. Грає в хокей і є фанатом цього виду спорту. 2014 року, згідно з юридичним вебсайтом Above the Law, Патель погодився взяти участь в «парубочому аукціоні» «дуже красивих юристів» на користь Switchboard of Miami, організації соціальних служб. Пізніше зняв свою кандидатуру, зазначивши, що його статус в Колегії адвокатів Флориди на той час був неактивним. Був постійним гостем кількох подкастів, зокрема у ведучих Тіма Пула та Бенні Джонсона.

## Виноски
1. 1 2 3 4  Multiple sources have described Patel's embrace of conspiracy theories:[109][110][8][111][112][113][56]
2. ↑  According to The New York Times, Patel was the primary author of the Nunes memo, but that claim was disputed by the committee's staff director, by a spokesman for Nunes, and by unattributed sources interviewed by India Abroad.[17] Patel did not offer a public comment on the matter.[17]
3. ↑  The other was Ajit Pai.[42]
4. ↑  According to the Senate Committee on the Judicary website: "Durbin went on to reveal that on January 29, 2025, Acting FBI Director Brian Driscoll and Acting FBI Deputy Director Robert Kissane scheduled a meeting where it was relayed that a group of Executive Assistant Directors (EAD) and other supervisors must resign or be fired. Contemporaneous notes from that morning meeting read: 'KP wants movement at FBI, reciprocal actions for DOJ.' Acting Deputy Attorney General Emil Bove told meeting attendees that he received multiple calls from Stephen Miller the night before. Mr. Miller was pressuring him because Mr. Patel wanted the FBI to remove targeted employees faster, as DOJ had already done with prosecutors."[96]